# Barrage de Yunfeng
Le barrage de Yunfeng est un barrage-poids construit sur le Yalou à la frontière de la  Chine et de la Corée du Nord. Il se trouve à 33 km au nord des villes de Ji'an et de Manpho. Son rôle principal est de fournir de l'électricité et il fait tourner une centrale électrique de 400 MW.

## Présentation
La construction du barrage avait été lancée une première fois en 1942 lorsque les Japonais contrôlaient les deux rives du fleuve au Mandchoukouo et en Corée mais elle doit s'arrêter après leur défaite à la fin de la Seconde Guerre mondiale. La construction du barrage a repris en octobre 1959 et en septembre 1965, la première des quatre turbines Francis de 100 MW était en fonction. Le dernier générateur a été mis en service le 4 avril 1967. L'évacuateur de crues est de type débordement et comporte 21 déversoirs avec un débit maximum de 21 900 m³. L'eau est amenée à la station par deux tunnels, longs de 775 et de 759 mètres. Les générateurs 1 et 3 fournissent de l'électricité à la Chine tandis que les générateurs 2 et 4 la produisent pour la Corée du Nord.